# Дарсково (Дравський повіт)
Дарсково (пол. Darskowo, нім. Friedrichsdorf) — село в Польщі, у гміні Злоценець Дравського повіту Західнопоморського воєводства.
Населення — 315 осіб (2011).
У 1975-1998 роках село належало до Кошалінського воєводства.

## Демографія
Демографічна структура станом на 31 березня 2011 року:
|          | Загалом | Допрацездатний вік | Працездатний вік | Постпрацездатний вік |
| -------- | ------- | ------------------ | ---------------- | -------------------- |
| Чоловіки | 152     | 27                 | 108              | 17                   |
| Жінки    | 163     | 25                 | 95               | 43                   |
| Разом    | 315     | 52                 | 203              | 60                   |